# Kluka
Kluka (356 m n. m.) je vrch v okrese Česká Lípa Libereckého kraje. Leží asi 1,3 km jihovýchodně od vsi Žďár na jejím katastrálním území.

## Popis vrchu
Je to vrch ve tvaru nesouměrné kupy protažené zhruba se směru západ–východ. Kupa je
tvořená svrchnokřídovými křemennými pískovci (tvoří skalní terasy v úpatních roklích) se sprašovou pokrývkou ve východní části. Na severu je vrch úzkým mělkým sedlem spojen s okolní plošinou. Od tohoto sedla se však rozbíhají zářezy, které vrch vyčleňují a ústí do dvou výraznějších roklí, na východě je to Rakovická rokle, na západě dlouhé údolí se silnicí 273. Převýšení nad nejnižším místem v údolí je 75 m. Vrch je zalesněný smíšenými porosty, kromě nakloněné vrcholové části, kde je orná půda.

## Geomorfologické zařazení
Vrch náleží do celku Ralská pahorkatina, podcelku Dokeská pahorkatina, okrsku Polomené hory, podokrsku Housecká vrchovina a Bezdědické části.

## Přístup
Automobilem se dá dojet po silnici 273 k jižnímu až západnímu úpatí vrchu. Od jihu Rakovickou roklí vede zelená turistická značka.